# Corbett
Een corbett is een bergtop in Schotland met een hoogte tussen de 2500 en 3000 voet (762,0-914,4 meter) en met een relatieve hoogte van minstens 500 voet (152,4 meter). De lijst van corbetts is rond 1920 samengesteld door Rooke Corbett, een klimmer uit Bristol, en is na zijn dood door zijn zuster gepubliceerd.
In totaal zijn er 220 corbetts, veelal in gebieden waar er geen munro's zijn. Alle 220 corbetts zijn tevens marilyns.